# Thrymoserica fabulosa
Thrymoserica fabulosa är en skalbaggsart som beskrevs av Brenske 1901. Thrymoserica fabulosa ingår i släktet Thrymoserica och familjen Melolonthidae. Inga underarter finns listade i Catalogue of Life.